# Streitkräfte Surinames
Die Streitkräfte Surinames (niederländisch Surinaams Nationaal Leger) bilden mit circa 1800 Soldaten das Militär der Republik Suriname. Sie gliedern sich in Heer, Luftwaffe, Marine, zu der auch die Küstenwache gehört und die Militärpolizei. Im Hinblick auf ihre militärische Stärke und der verfügbaren Feuerkraft belegt Suriname 2023 nach einem Bericht von Global Fire Power (GFP) den 140. Rang von 145 Nationen.

## Geschichte
Bei den Verhandlungen zur Vorbereitung der Unabhängigkeit von Suriname zwischen den niederländischen und surinamischen Delegationen wurde auf Wunsch von Suriname die Gründung einer Armee unter dem Namen Surinamische Kriegsmacht (SKM) vereinbart. Mit der Souveränitätsübernahme am 25. November 1975 wurde die Kolonialarmee, die den Namen Troepenmacht in Suriname (TRIS)  hatte,  aufgehoben und das Material, Vorräte und Gebäude durch die neu gegründete SKM übernommen. 
Nach einer Phase der politischen Instabilität und durch eine gestiegene Unzufriedenheit, vor allem unter den in den Niederlanden ausgebildeten und 1975 nach Suriname zurückgekehrten Militärs, kam es am 25. Februar 1980 zu einem Putsch, auch Sergeantencoup genannt, getragen von 16 jungen Unteroffizieren unter Führung von Oberfeldwebel Desi Bouterse. Unter internationalem Druck – unter anderem durch die sinkende finanzielle Unterstützung der Niederlande – wurde 1987 die demokratische Ordnung mit Hilfe der sogenannten „alten Parteien“ (aus der Zeit vor 1980) wiederhergestellt. Die Armee wurde in Surinamische Nationale Armee (SNL) umbenannt.
Im November 2012 wurden für die surinamische Küstenwache drei Patrouillenboote (Fast Patrol Boats) bei der französischen Firma OCEA für insgesamt 16 Millionen EUR bestellt und Mitte 2013 geliefert. Hiermit soll die Küstenwache zum besseren Schutz der territorialen Gewässer und der Grenzflüsse Corantijn und Marowijne verstärkt werden.
Die Streitkräfte Surinames umfassen ca. 1800 Soldaten. Zurzeit (2023) verfügt Suriname über eine reine Berufsarmee. Die im Grundgesetz vorgesehene militärische Dienstpflicht wurde ausgesetzt.

## Teilstreitkräfte

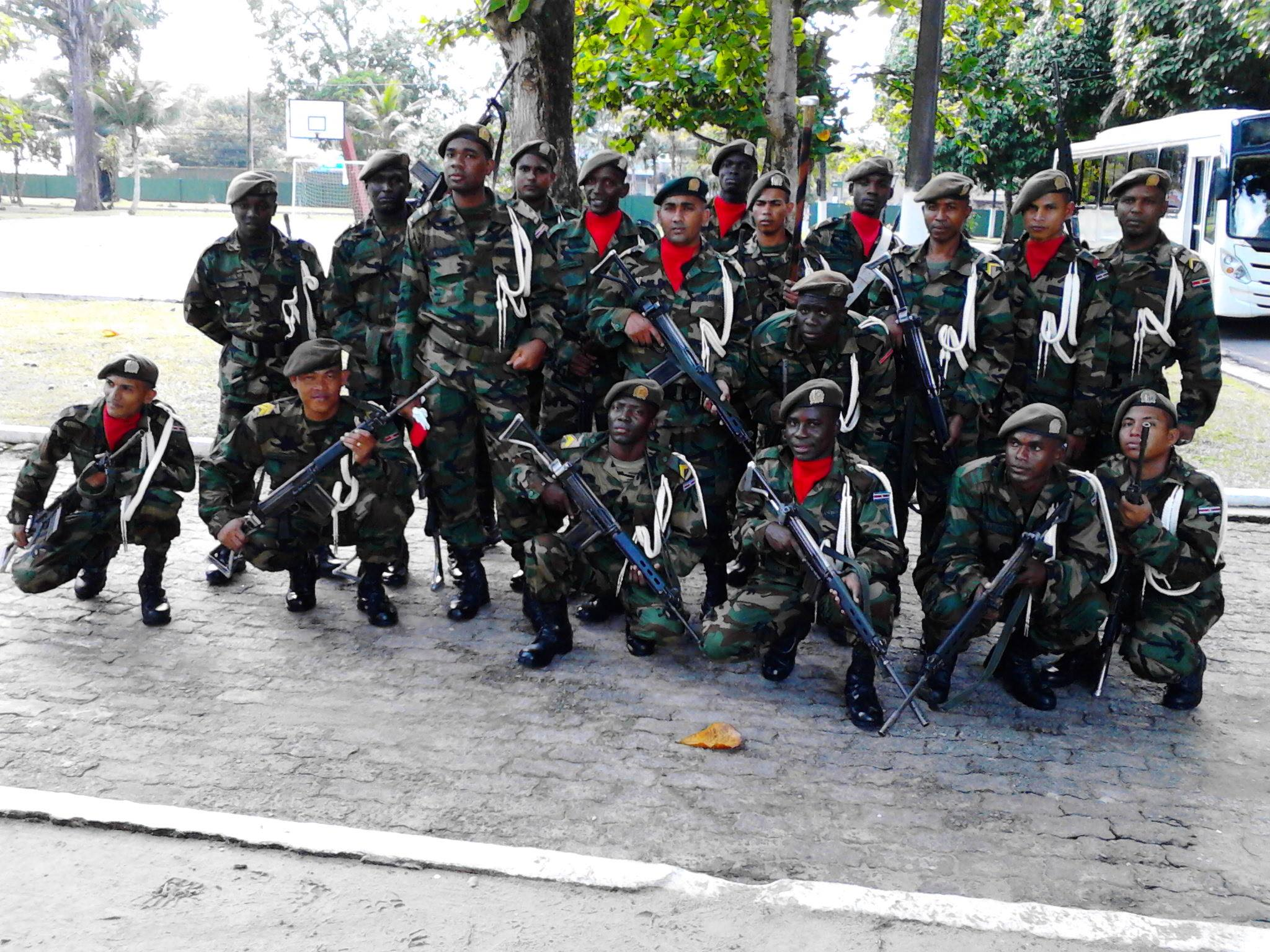
Soldaten der SNL im Jahr 2012

### Heer
Das etwa 1400 Soldaten starke Heer gliedert sich in ein Infanteriebataillon (33ste Bataljon der Infanterie), welches im Jahr 1987 aufgestellt wurde, eine Spezialeinheit, ein Unterstützungsbataillon (Staf verzorgings Bataljon) und eine Militärpolizeieinheit. Es stehen 55 gepanzerte Fahrzeuge der Typen EE-9 Cascavel und DAF YP-408 zur Verfügung.

### Luftwaffe
Die 200 Soldaten starke Luftwaffe ist auf der Luftwaffenbasis Zorg en Hoop in Paramaribo stationiert. Sie verfügt über eine Britten-Norman BN-2 Islander, eine Cessna 172 und seit 2017 drei HAL Chetak Helikopter, die für insgesamt rund 13,4 Millionen US-Dollar von der Hindustan Aeronautics Ltd. (HAL) geliefert wurden. Des Weiteren gehören je zwei Islander und CASA C-212 zur Reserve.
Kokarde der surinamischen Luftwaffe: 

### Marine
Die 220 Soldaten starke Marine einschließlich Küstenwache verfügte über drei Patrouillenboote aus niederländischen Beständen und mehrere Hilfsboote. Im November 2012 wurden für die Küstenwache drei Patrouillenboote (Fast Patrol Boats) des Typs OCEA FPB72 bei der französischen Firma OCEA für insgesamt 16 Millionen EUR bestellt und Mitte 2013 geliefert.

### Militärpolizei
Die für einreisende Personen am meisten sichtbare Aufgabe der Militärpolizei sind die Passkontrollen am Johan Adolf Pengel International Airport.

## Kasernen
- Memre-Buku-Kazerne in Paramaribo
- Marinestützpunkt in Wanica
- Luftwaffenstützpunkt in Zorg en Hoop
- Ayoko-Kazerne Ausbildungszentrum für Rekruten und das Detachement in Zanderij
- Akontoe-Velantie-Kazerne in Albina, der östliche Grenzposten
- Prof. Dr. Ali-Kazerne in Nickerie, der westliche Grenzposten
- Sergeant 1-Martowidjojo-Kazerne am Kennedy Highway in Concordia[7]

## Militärakademie
Am 20. September 2019 wurde die erste Militärakademie in Suriname, Paramaribo an der Verlengde Keizerstraat 30 eröffnet. Das 8 Millionen SRD Projekt wurde zu einem Großteil durch Spenden finanziert.
In dem Gebäude ist neben der Akademie zur Offiziersausbildung auch eine Militär-Schule zur Ausbildung von Unteroffizieren untergebracht.